# Plotosus

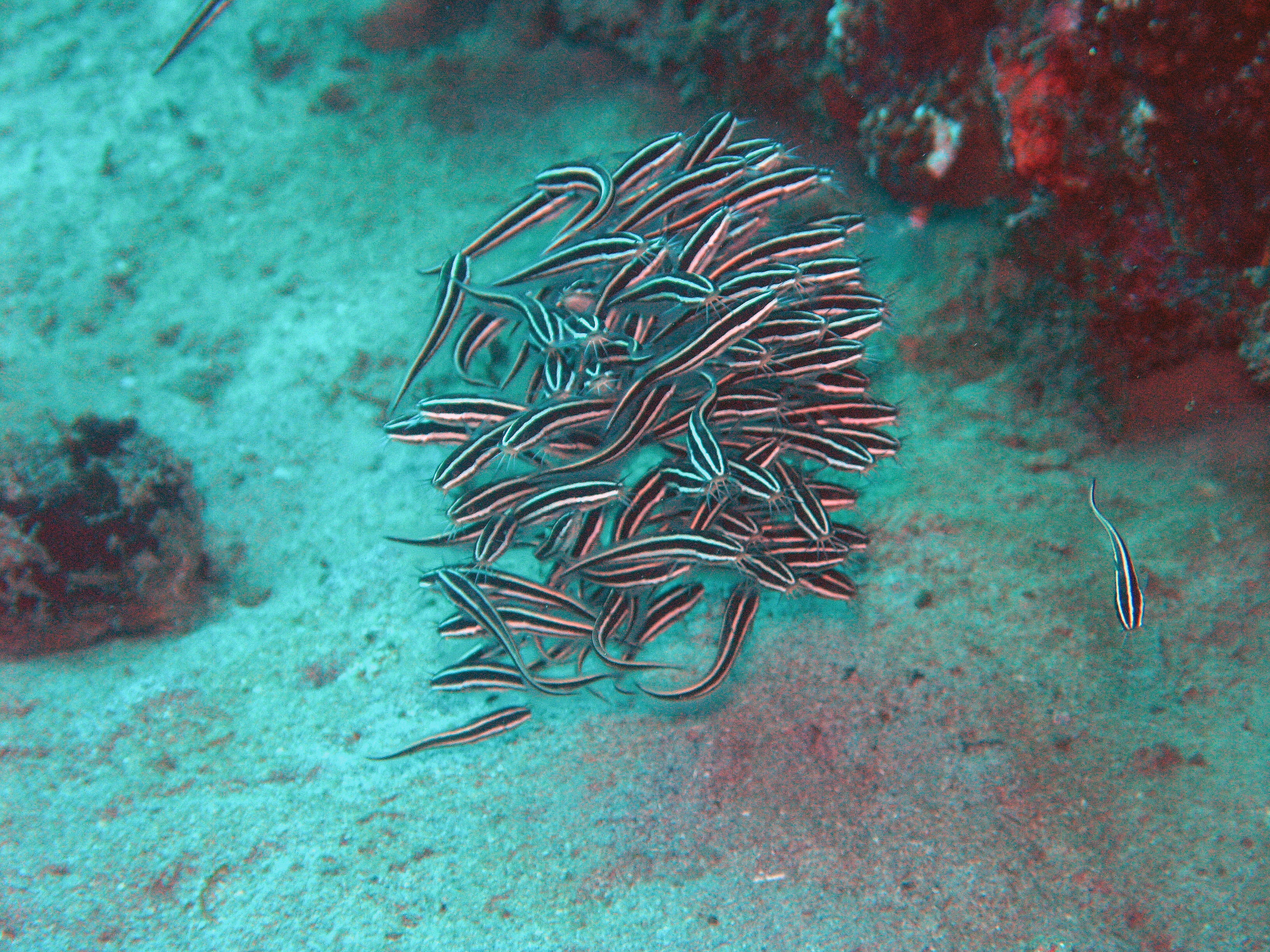
Plotosus lineatus fotografiats a Manado (nord de Sulawesi, Indonèsia).

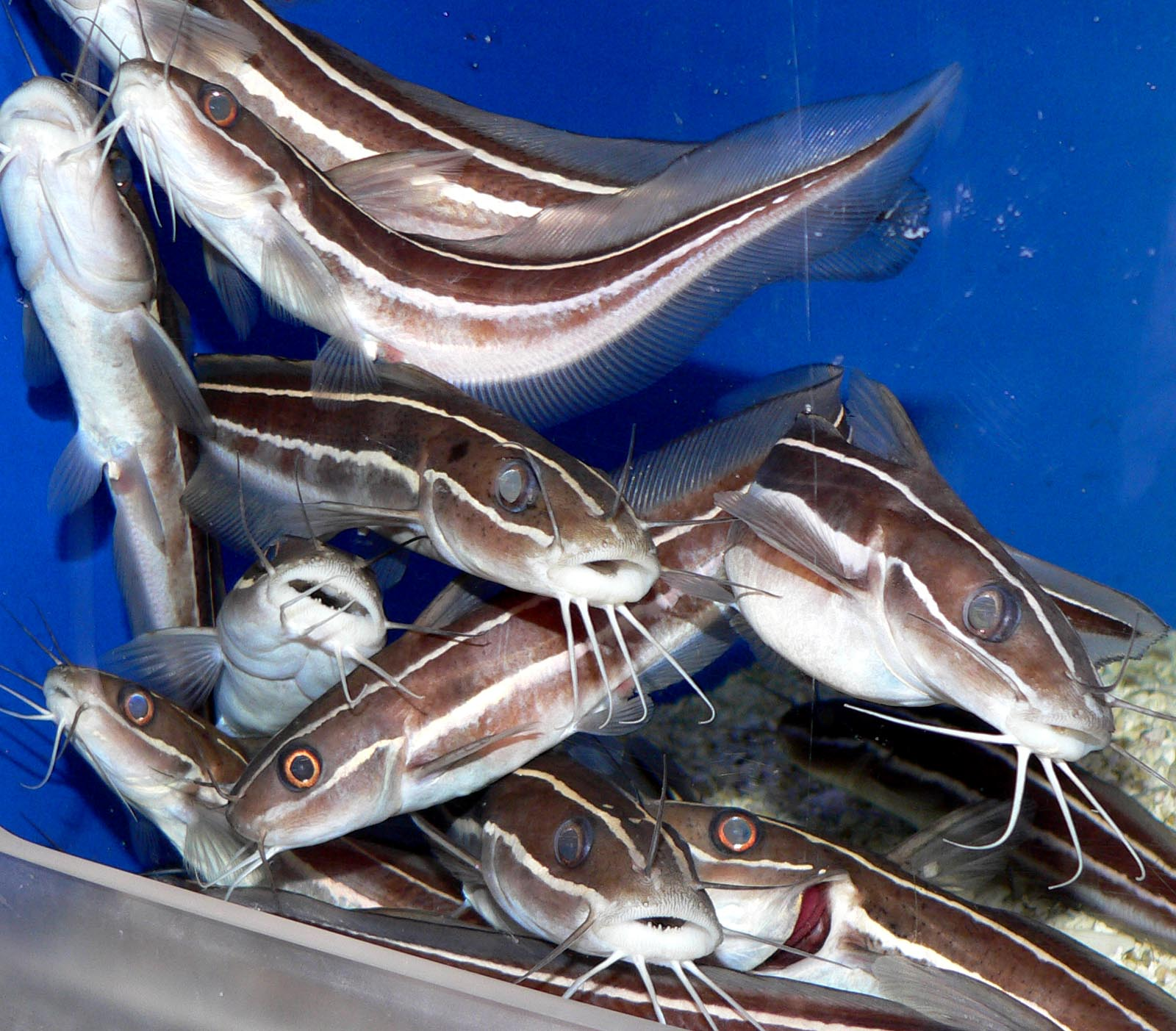
Plotosus lineatus

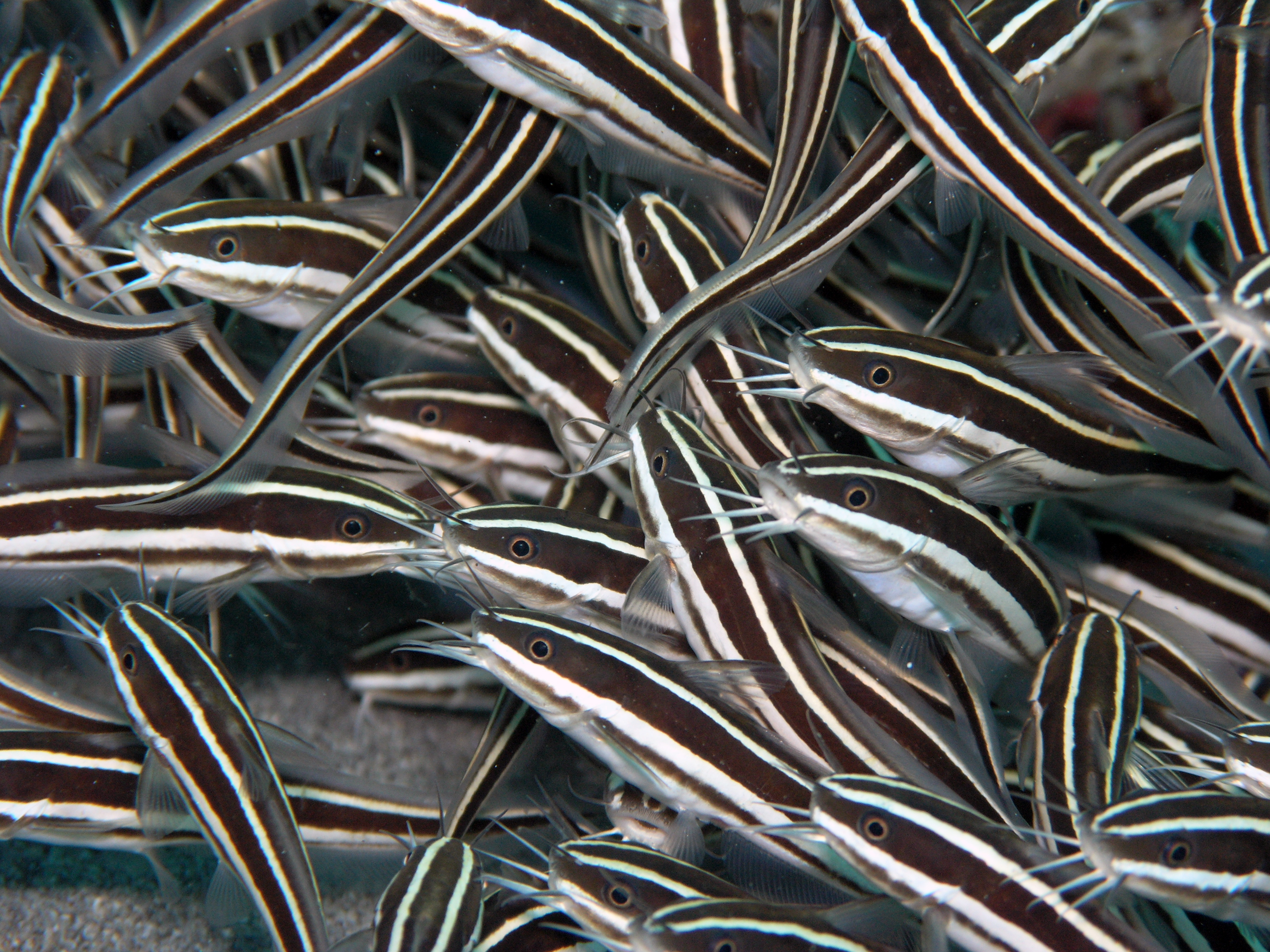
Mola de Plotosus lineatus fotografiada al nord de Sulawesi (Indonèsia).

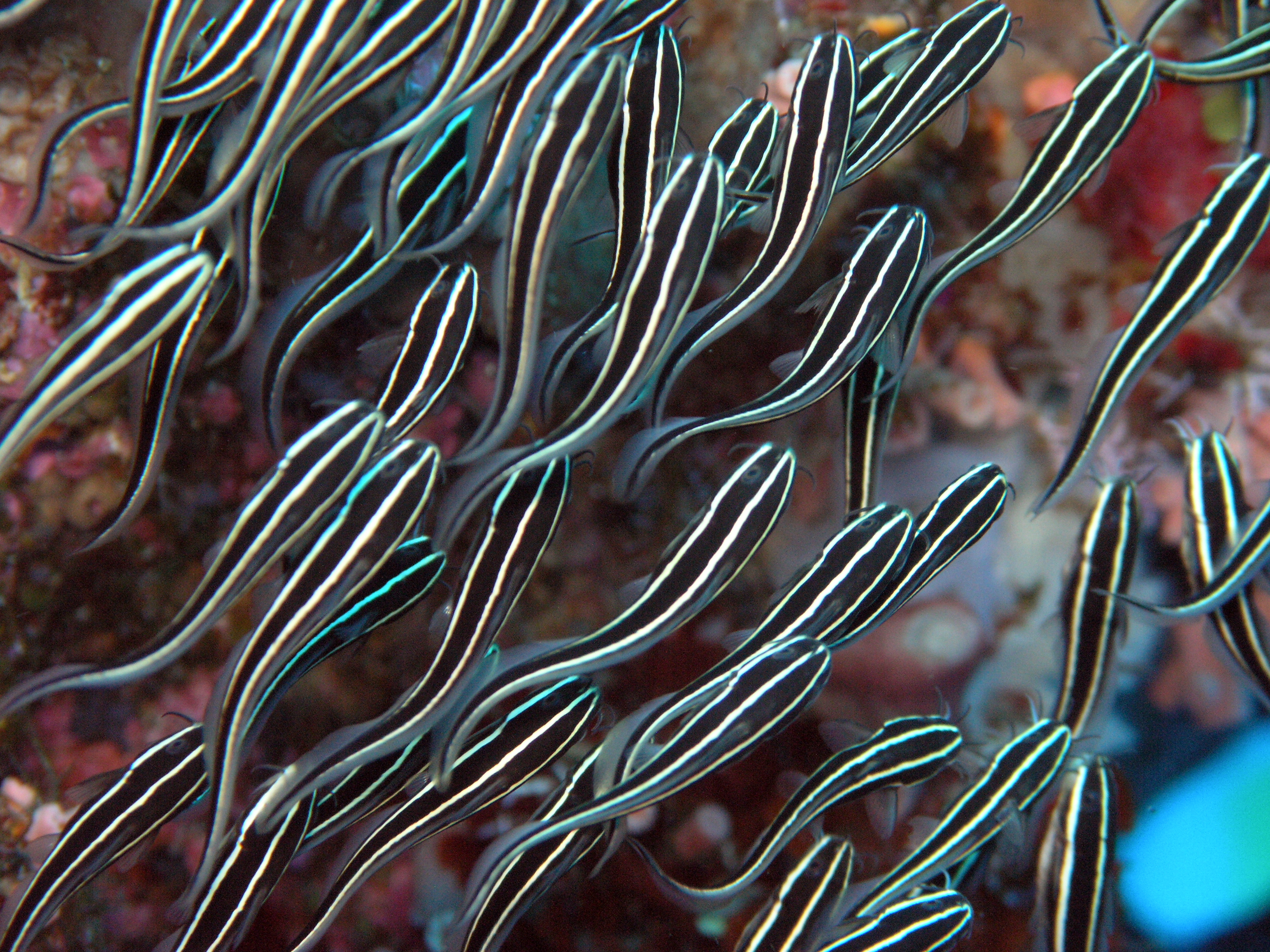
Plotosus lineatus

Plotosus és un gènere de peixos de la família dels plotòsids i de l'ordre dels siluriformes.

## Distribució geogràfica
Es troba a Tailàndia, Illes de la Sonda, Sulawesi, les Moluques, l'Índia, el curs inferior del riu Mekong, Madagascar, Nova Guinea, l'oest de l'Índic, el Mar d'Aràbia, el Mediterrani oriental, l'oest del Pacífic i l'Àfrica oriental.

## Observacions
Llevat de Plotosus fisadoha, totes les espècies són verinoses. En el cas de Plotosus lineatus, les seues picades poden arribar a ésser mortals.

## Taxonomia
- Plotosus abbreviatus (Boulenger, 1895)[3]
- Plotosus brevibarbus (Bessednov, 1967)[4]
- Plotosus caesius (Hyrtl, 1859)
- Plotosus canius (Hamilton, 1822)[5][6][7]
- Plotosus fisadoha (Ng & Sparks, 2002)[8]
- Plotosus japonicus (Yoshino & Kishimoto, 2008)[9]
- Plotosus laticeps (Saville-Kent, 1889)
- Plotosus limbatus (Valenciennes, 1840)[10]
- Plotosus lineatus (Thunberg, 1787)[11][12][13]
- Plotosus nhatrangensis (Prokofiev, 2008)[14]
- Plotosus nkunga (Gomon & Taylor, 1982)[15]
- Plotosus papuensis (Weber, 1910)[16][17][18][19][20][21][22][23]